# Helvetia Sacra
Helvetia Sacra est une collection d’ouvrages publiée entre 1964 et 2007. Elle présente de manière scientifique l’ensemble des institutions catholiques de Suisse – diocèses, chapitres, monastères – en décrivant leurs caractéristiques institutionnelles d'un point de vue historique. L'accent est mis sur les biographies succinctes des dignitaires religieux. Le premier volume a paru en 1972, le dernier, soit l'index général, en 2007. Les 28 volumes qui forment 34 tomes, comportent environ 20 000 pages écrites par 233 auteurs de Suisse et de l'étranger, contributeurs qui présentent l'histoire de près de 1 000 institutions religieuses y compris avec 24 500 notices biographiques de dignitaires.            

## Objectifs de l'ouvrage
Helvetia Sacra présente l'histoire des diocèses, chapitres et monastères de Suisse, avec de brèves notices biographiques des dignitaires. L'ouvrage est basé sur des investigations approfondies dans les archives, en signalant l'ensemble de la bibliographie et des sources documentaires.
Les limites chronologiques vont des origines à 1874, moment où la Constitution suisse soumet la fondation de nouvelles communautés religieuses et la création de nouveaux diocèses à l'autorisation de la Confédération. Bien que ces dispositions constitutionnelles aient été abolie en 1973 et 2001, Helvetia Sacra se limite aux institutions religieuses antérieures à 1874.

## Rédaction et financement
Rédaction et secrétariat avaient leur siège aux Archives d'État de Bâle-Ville (Staatsarchiv Basel-Stadt (de)).
- 1966–1974 : direction par Albert Bruckner.
- 1974–2003 : rédactrice principale Brigitte Degler-Spengler.
- 2003–2007 : Petra Zimmer.

La plus grande partie du financement de l'ouvrage a été fournie par le Fonds national suisse de la recherche scientifique. En outre, de 1980 à 2007, l'entreprise a été soutenue également par la Fondation Helvetia Sacra, financée par des contributions des cantons, des institutions catholiques, des banques et des personnes privées.      
De 1972 à 2007, l'avancement des travaux était signalé dans les rapports annuels publiés dans la Revue suisse d'histoire. En toute logique, Helvetia Sacra était, de 1982 à 2007, une section de la Société suisse d'histoire.

## Comité scientifique et éditeur
Le comité scientifique d'Helvetia Sacra était composé d'au moins sept historiens actifs en Suisse, le plus souvent  professeurs d'universités et archivistes des quatre régions linguistiques du pays, qui établissaient les contacts avec les institutions académiques, les archives et les autorités politiques.
Présidents du comité scientifique :
- 1964–1976 : Albert Bruckner, Bâle
- 1976–1985 : Dietrich Schwarz, Zurich
- 1985–1994 : Laurette Wettstein, Lausanne
- 1994–2002 : Fritz Glauser, Lucerne
- 2000–2007 : Anton Gössi, Lucerne

Les volumes ont été édités par :
- 1972–1986 : A. Francke, Berne.
- 1988–1997 : Helbing et Lichtenhahn, Bâle et Francfort-sur-le Main.
- 1998 : Schwabe AG, Bâle.

## Historique des éditions
Un manuel en deux volumes, intitulé Helvetia Sacra et dû  au père Egbert Friedrich von Mülinen (de) paraît à Berne en 1858 et 1861. Cent ans plus tard, Rudolf Henggeler, archiviste de l'abbaye d'Einsiedeln souhaite rééditer l'ouvrage, cette fois en trois tomes. Mais le premier cahier, qui paraît en 1961, est accueilli de manière critique. Sur la suggestion du Fonds national suisse pour la recherche scientifique, un comité de spécialistes (composé de  Albert Bruckner, Georg Boner, Anton Largiadèr, Henri Meylan, Dietrich Schwarz et Oskar Vasella) doit alors compléter l'édition originale par de nouvelles recherches bibliographiques et documentaires.  Rapidement, il apparaît cependant qu'une simple réédition, même avec des compléments, était largement insuffisante. Un projet de recherche de grande envergure, proposé alors au Fonds national pour la recherche scientifique, a été approuvé en novembre 1964. Il prévoyait une édition entièrement renouvelée, fondée sur des investigations d'archives et des recherches bibliographiques approfondies. Ainsi commençait la nouvelle Helvetia Sacra.
Les institutions ecclésiastiques sont classées en neuf sections, numérotées en chiffres romains. La dixième section comprend l'ouvrage final, à savoir l'index général.
- Section I : Archevêchés et Évêchés.
  - Volume 1 : Schweizerische Kardinäle. Das Apostolische Gesandtschaftswesen in der Schweiz. Erzbistümer und Bistümer I (Aquileja, Bâle, Besançon, Coire), rédigé par plusieurs auteurs, rédaction   Albert Bruckner, Berne, 1972.
  - Volume 2 : Erzbistümer und Bistümer II. Das Bistum Konstanz. Das Erzbistum Mainz. Das Bistum St. Gallen, par plusieurs auteurs, rédaction Brigitte Degler-Spengler, Bâle/Fancfort-sur le-Main, 1993.
  - Volume 3 : Archidiocèses et diocèses III. Le diocèse de Genève. L'archidiocèse de Vienne en Dauphiné, par Louis Binz, Jean Emery et Catherine Santschi, rédaction Jean-Pierre Renard, Berne, 1980.
  - Volume 4 : Archidiocèses et diocèses IV. Le diocèse de Lausanne (VIe siècle–1821), de Lausanne et Genève (1821–1925) et de Lausanne, Genève et Fribourg (depuis 1925), par un groupe d'auteurs, rédaction Patrick Braun, Bâle/Francfort-sur-le-Main, 1988).
  - Volume 5 : Archidiocèses et diocèses V. Le diocèse de Sion. L'archidiocèse de Tarentaise, par un groupe d'auteurs, rédaction Patrick Braun, Brigitte Degler-Spengler, Elsanne Gilomen-Schenkel, Basel 2001.
  - Volume 6 : Arcidiocesi e diocesi VI. La diocesi di Como. L'arcidiocesi di Gorizia. L'amministrazione apostolica ticinese, poi diocesi di Lugano. L'arcidiocesi di Milano. Divers auteurs, rédaction Patrick Braun et Hans-Jörg Gilomen, Bâle, Francfort-sur-le-Main, 1989.
- Section II : Les chapitres collégiaux.
- Section III : Les ordres suivant la Règle de saint Benoît.
- Section IV : Les ordres suivant la Règle de saint Augustin
- Section V : L'ordre franciscain.
- Section VI : Les carmélites en Suisse.
- Section VII : Les clercs réguliers.
- Section VIII : Les congrégations en Suisse
- Section IX : Les humiliés de la Suisse italophone et les béguines en Suisse.
- Section X : Index, élaboré par Arthur Bissegger, Patrick Braun, Elsanne Gilomen-Schenkel, Doris Tranter et Petra Zimmer, avec CD-ROM, Bâle 2007,  (ISBN 978-3-7965-2295-6).